# طرمبة

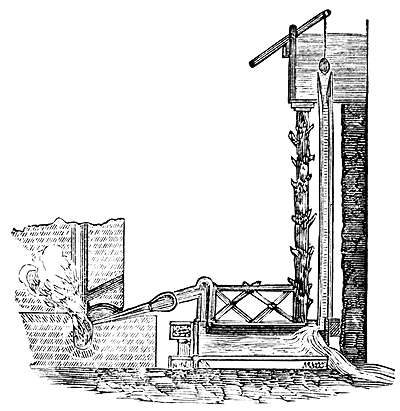

طرمبة (بالإنجليزية: Trompe)‏ هي ضاغط غاز، يعمل بالطاقة المائية، وكانت تستخدم قبل ظهور الضاغط الذي يعمل بالطاقة الكهربائية. يكون عمل الطرمبة إلى حد ما مثل مضخة نقل الهواء ولكن في الاتجاه المعاكس.